# Affrica av Galloway
Affrica av Galloway var drottning av Isle of Man. 
Hon var dotter till Elizabeth, utomäktenskaplig dotter till Henrik I av England, och den skotske adelsmannen Fergus av Galloway. Hon gifte sig med kung Olaf av Man (regerade 1114–1130) och blev mor till kung Godred av Man (regerade 1153–1189). Det är inte känt om paret hade fler barn, men Olaf hade flera barn med sina konkubiner. Hennes dödsår är inte känt, men hon levde fortfarande år 1130, och Olaf gifte om sig, vilket har tolkats som att hon har dött, kanske i barnsäng, efter detta år.  